# Abbazia di Sant'Emiliano in Congiuntoli

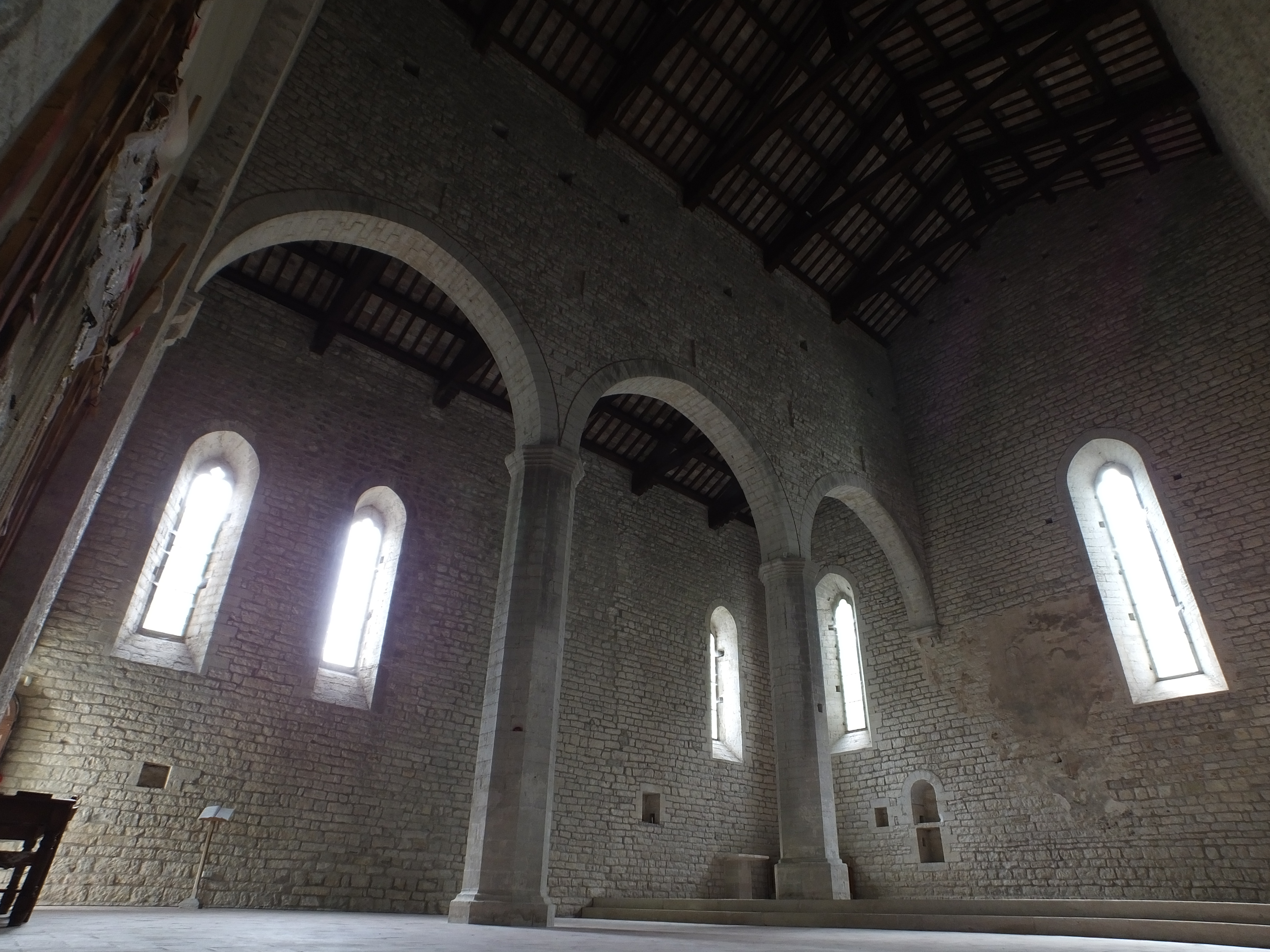
Abbazia di Sant'Emiliano in Congiuntoli interno della chiesa

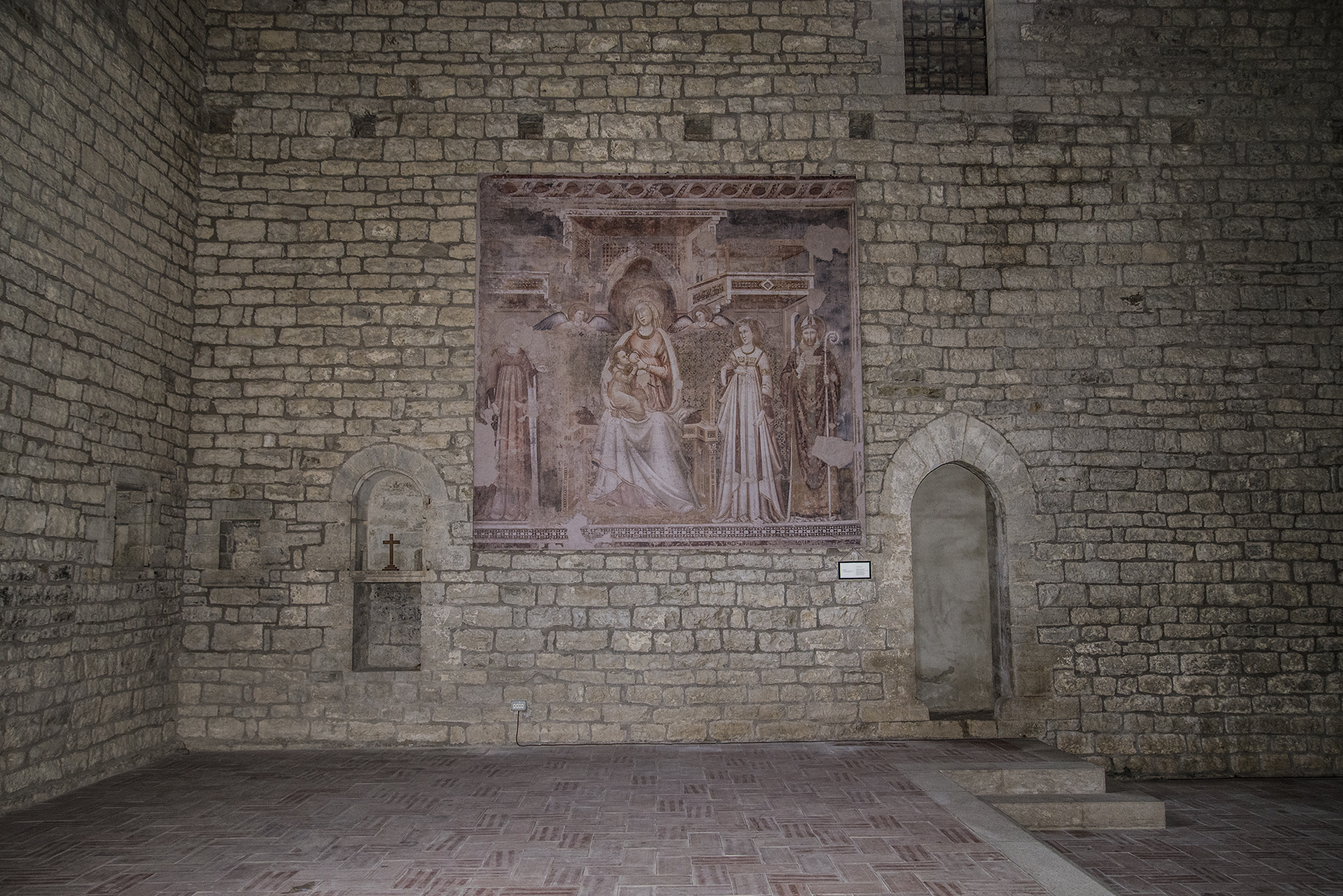
Abbazia di Sant'Emiliano in Congiuntoli, affresco

L'abbazia di Sant'Emiliano in Congiuntoli è un monastero benedettino fondato nel secolo X sui confini del Ducato di Spoleto, nel comune di Scheggia e Pascelupo.

## Storia
Edificato in territorio della diocesi di Gubbio, al confine con la diocesi di Nocera Umbra, su una lingua di roccia alla confluenza del fiume Sentino con il torrente Rio Freddo, l'abbazia fu dedicata a uno dei martiri della Numidia, Emiliano, soldato cinquantenne dell'esercito imperiale romano, ucciso all'epoca di Valeriano (253-260). Le sue reliquie furono portate a Gubbio nei secoli VI-VII da vescovi africani, fuggiti in Italia durante le persecuzioni vandaliche. Ai più famosi martiri del gruppo, Mariano e Giacomo, è dedicata, invece, la cattedrale eugubina.
Pier Damiani (1007-1072), priore del vicino eremo di Fonte Avellana, afferma che Domenico Loricato (morto nel 1060) gli chiedeva di ritirarsi frequentemente, per vivere da eremita, in un piccolo eremo non lontano dal monastero di Congiuntoli. Si ipotizza che l'eremo in cui si ritirava Loricato fosse quello di San Girolamo di Pascelupo, alle falde di Monte Cucco.
Dei suoi abati conosciamo Pietro, che, nel luglio 1110, vendette poca terra in Varano a Pietro, abate di San Vittore alle Chiuse.
Un altro abate, Uguccione, il 19 maggio 1301, fu delegato a dirimere una vertenza tra San Vittore e la chiesa di Santa Maria di Colle. Il 5 novembre 1307 lo stesso abate Uguccione, assieme a Grazia, abate di San Vittore, fu nominato arbitro dai Comuni di Sassoferrato ed Arcevia per dirimere la loro vertenza sui confini.
Nel 1414 nel monastero di Congiuntoli erano rimasti 3 monaci; poco dopo, essendo restato privo di religiosi, fu dato in commenda: uno dei più famosi abati commendatari è stato il cardinale Bessarione detto il Niceno nella metà del XV secolo. Nonostante ciò pagava varie tasse.
Nel 1359 Emiliano pagò 60 fiorini; la stessa cifra pagò negli anni 1408, 1409, 1412, 1445 e 1448.
Nel '700 l'abbazia passò alla diocesi di Nocera e la chiesa era officiata dal parroco di Montelago di Sassoferrato che, nel 1930, cedette i suoi diritti al parroco di Perticano.
Nel 1781 era commendatario il cardinale Antonio Maria Doria Pamphilj (morto nel 1821), della nobile famiglia eugubino-romana, e i suoi beni rendevano 600 scudi.

## Descrizione
Notevole è la chiesa romanico-gotica a due navate; fino al 1906, adornavano le pareti dipinti di scuola riminese del sec. XIV, tra cui una Madonna con il bambino in braccio, un santo vescovo, santa Caterina di Alessandria e santa Lucia.
Fino agli inizi del '900 i vescovi raffigurati erano due, ma, con il distacco degli affreschi del 1906, uno è rimasto in luogo, mentre l'altro è stato portato nel museo romano di piazza Venezia.
Si ipotizza che i due vescovi raffigurati siano i martiri africani della Numidia Secondino e Agapio. L'affresco, rimosso, è conservato nella pinacoteca di Fabriano.